# Brazii (Arad)
Brazii é uma comuna romena localizada no distrito de Arad, na região histórica da Transilvânia. A comuna possui uma área de 119.00 km² e sua população era de 1314 habitantes segundo o censo de 2007.